# I Should Be So Lucky
"I Should Be So Lucky" er en sang af den australske sangerinde Kylie Minogue. Sangen blev skrevet av Stock Aitken Waterman og blev den anden single fra Minogues debutalbum Kylie (1988).

## Indspilning
Minogue rejste til London for at arbejde med Stock, Aitken og Waterman, en gruppe af succesfulde britiske sangskrivere og producenter. De vidste lidt om Minogue og havde glemt, at hun ankommer. De skrev "I Should Be So Lucky" i fyrre minutter, mens hun ventede udenfor lydstudie. Mike Stock skrev teksterne til sangen fra hvad han havde lært om Minogue før hendes ankomst. Minogue indspillet sangen på mindre end en time. Efter hun færdig med indspilningen vendte hun hjem til Australien for at fortsætte arbejdet i sæbeoperaen Neighbours.

## Udgivelse
Sangen blev udgivet i december 1987 og var en kommerciel succes. Den nåede førstepladsen i både Storbritannien og Australien. Sangen blev certificeret platina af Australian Recording Industry Association. I New Zealand nåede sangen nummer tre på RIANZ den 27. marts 1988 og brugte tolv uger på hitlisterne. "I Should Be So Lucky" blev udgivet den 1. januar 1988 i Storbritannien og nåede nummer 90 på UK Singles Chart. Sangen brugte sytte uger på hitlisterne og blev certificeret guld.
Singlen nåede nummer 28 på Billboard Hot 100 og nummer 61 i Canada. Sangen nåede toppen af hitlisterne i Tyskland, Irland, Schweiz, Østrig, Frankrig og Norge, såvel som i Belgien, Nederlandene og Sverige. Den nåede førstepladsen i Finland, Israel og Hong Kong.

## Formater og sporliste
7" single
1. "I Should Be So Lucky" – 3:24
2. "I Should Be So Lucky" (Instrumental) – 3:24

12" single
1. "I Should Be So Lucky" (Extended Version) – 6:08
2. "I Should Be So Lucky" (Instrumental) – 3:24

12" (The Bicentennial Mix) single
1. "I Should Be So Lucky" (Bicentennial Mix) – 6:12
2. "I Should Be So Lucky" (Instrumental) – 3:24

Nordamerikansk 12" single
1. "I Should Be So Lucky" (Original Mix) – 6:00
2. "I Should Be So Lucky" (Dance Remix) – 6:10
3. "I Should Be So Lucky" (Instrumental) – 3:24

## Hitlister
| Hitliste                          | Placering |
| --------------------------------- | --------- |
| Australien (Kent Music Report)    | 1         |
| Østrig (Ö3 Austria Top 75)        | 4         |
| Belgien (VRT Top 30)              | 8         |
| Frankrig (SNEP)                   | 4         |
| Tyskland (Media Control Charts)   | 1         |
| Hong Kong (IFPI)                  | 1         |
| Irland (Irish Singles Chart)      | 1         |
| Japan (Oricon)                    | 1         |
| Nederlandene (Dutch Top 40)       | 12        |
| New Zealand (RIANZ)               | 3         |
| Norge (VG-lista)                  | 5         |
| Schweiz (Schweizer Hitparade)     | 1         |
| Sverige (Sverigetopplistan)       | 13        |
| Storbritannien (UK Singles Chart) | 1         |
| USA (Billboard Hot 100)           | 28        |
| USA (Hot Dance Club Songs)        | 10        |

## Certificering
| Land                           | Certificering |
| ------------------------------ | ------------- |
| Australien (Kent Music Report) | Platina       |
| Frankrig (SNEP)                | Sølv          |
| Tyskland (IFPI)                | Guld          |
| Storbritannien (BPI)           | Guld          |